# Hervormde kerk (Besoijen)
De hervormde kerk van Besoijen is een kerkgebouw dat dateert uit 1610.

## Geschiedenis
De hervormde gemeente van Besoijen bestaat sinds 1609. Dit was ten tijde van de Tachtigjarige Oorlog, terwijl op dat moment het Twaalfjarig Bestand van kracht was. De eerste diensten werden echter gehouden in de voormalige katholieke kerk van Waalwijk. Men besloot grond te kopen ten behoeve van een eigen kerkgebouw „omme te timmeren ende te bouwen een kercke, daer een seecker bequame plaetse toe te becomen".
De eerste dienst in de hervormde kerk van Besoijen werd gehouden op 8 mei 1611. De predikant was Cornelis Hanecop. Deze was tevens predikant te Sprang. In 1616 kreeg men een eigen predikant. Oorlogshandelingen vanwege Staatse en Spaanse troepen brachten regelmatig vernielingen met zich mee. In 1648 kwam hieraan een einde.
In 1717 werd de toenmalige stenen preekstoel vervangen door een houten exemplaar en in 1774 vond een restauratie plaats. Nu begon een politieke strijd tussen de prinsgezinde schout en de dominee, die Patriot was. In 1787 werd de dominee om deze reden ontslagen. In 1795, toen de Patriotten het pleit – mede dankzij de Franse troepen – hadden gewonnen, werd hij weer beroepen. Er waren omstreeks deze tijd 80 gemeenteleden.
In 1802 kwam er een nieuwe klok die ook tegenwoordig nog bestaat. In 1840 ging de pastorie door brand verloren, waarna een nieuwe werd gebouwd. In 1857 werd het Vollebregt-orgel in gebruik genomen.

## Gebouw
Het gebouw uit 1610 is een rechthoekige zaalkerk met een torentje op het dak. Hierin hangt een klokje uit 1803, gegoten door H. Petit. De ruimte is voorzien van een houten tongewelf. Het gebouw is geklasseerd als rijksmonument.
Merkwaardig is de achthoekige onderkelderde uitbouw, met een tentdak, voorzien van pilasters op de hoeken. Oorspronkelijk was dit een grafkapel en later de consistoriekamer. Met de bouw van gemeentecentrum De Rank (1973) is de functie als consistoriekamer komen te vervallen.
De houten preekstoel is uit 1717, terwijl er een 16e-eeuws houten doophek en bank aanwezig is. Het Vollebregt-orgel is uit 1857.